# 모델 생물

대장균은 그램 음성을 보이는 원핵생물의 모델로 이용된다.

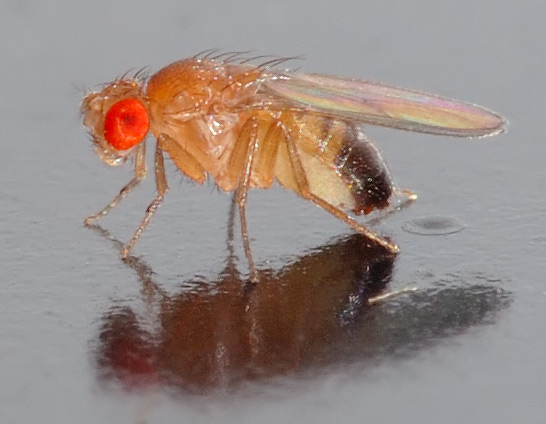
노랑초파리는 널리 이용되는 모델 생물이다.

모델 생물은 생물학의 현상을 연구하고 이해하기 위해 특별히 선택되는 생물 종이다. 모델 생물을 통해 발견한 사실은 다른 여러 생물에게도 적용될 수 있다. 특히, 모델 생물은 인간의 질병을 연구하기 위해 인체 실험을 대신하여 널리 이용된다.
생물들은 공통조상으로부터 진화하였기 때문에 대사회로와 발생생물학적 기초, 그리고 유전체에서 많은 공통점을 가지고 있기 때문에 모델 생물에서 발견한 사실들은 다른 생물에게도 폭넓게 적용된다.

## 모델 생물의 택
좋은 모델 생물은 풍부한 실험 데이터가 누적되어 인간을 포함한 실험하기 어려운 다른 생물들의 예시가 될 만한 것이다. 유전학에서는 실험의 결과를 확인하기에 유리한 모델 생물이 필요하다. 짧은 세대 주기를 갖는 노랑초파리나 선형동물이 좋은 예이다. 이외에도 실험 모델, 유전체학 모델 등이 있는데, 진화의 계통에서 중심을 차지하고 있는 종이 주로 선택된다. 역사적으로 모델 생물들은 NIH 모델생물과 같이 유전자 데이터를 다루기 쉬운 종들이 선택되어 왔다.
때때로 어떤 종들은 실험실에서 조작하기 쉽기 때문에 모델 생물로 선택된다. 이렇게 선택된 모델 생물은 대부분 한살이의 기간이 짧고, 근친교배나 줄기 세포의 형성, 그리고 인위적인 형질전환과 같은 유전자 조작이 쉬운 것들이다. 그리고 멸종 위기 등급에서 안전한 단계의 생물로 주변에서 쉽게 구할 수 있는 것이 선택된다.

## 이용
생물학에서 다양한 모델 생물을 실험에 사용하고 있다. 분자생물학에서 최초로 도입된 모델 생물은 사람의 장기에서 쉽게 발견되는 대장균이었다. 또한 대장균을 숙주로 하는 박테리오파지 λ, 박테리오파지 T4와 같은 박테리오파지들도 유전자 조절과 유전자 구조를 파악하는 실험에서 중요하게 다루어진다. 그러나 박테리오파지와 같은 바이러스는 생물로 취급되기 어려운 특징이 있다. 즉, 바이러스는 숙주의 대사활동과 기능을 이용하여 번식할 뿐 독자적인 생명 활동을 하지 못한다.
진핵생물에서는 몇몇 종의 효모가 모델 생물로 쓰이는데, 특히 사카로미세스 세레비시아에(라틴어: Saccharomyces cerevisiae, 포도주, 맥주, 빵 등을 발효시키는데 쓰이는 효모)가 쉽고 빠르게 배양할 수 있어 유전학이나 세포생물학에서 널리쓰인다. 효모의 세포 주기는 인간과 매우 유사한 상동성을 보인다. 노랑초파리는 쉽게 기를 수 있고 염색체 구조가 간단하며 눈에 띄는 다양한 형질을 갖고 있어 모델 생물로 널리 이용되고 있다. 편형동물인 꼬마 선충(학명 Caenorhabditis elegans)은 세포 단계에서부터 성충에 이르기까지의 매우 고정적인 발생 과정을 거치기 때문에 정상적이지 않은 상태를 쉽게 포착할 수 있어 모델 생물로 널리 사용된다.

## 주요 모델 생물

### 바이러스
모델 생물로 쓰이는 바이러스:
- 박테리오파지 λ
- 박테리오파지 T4

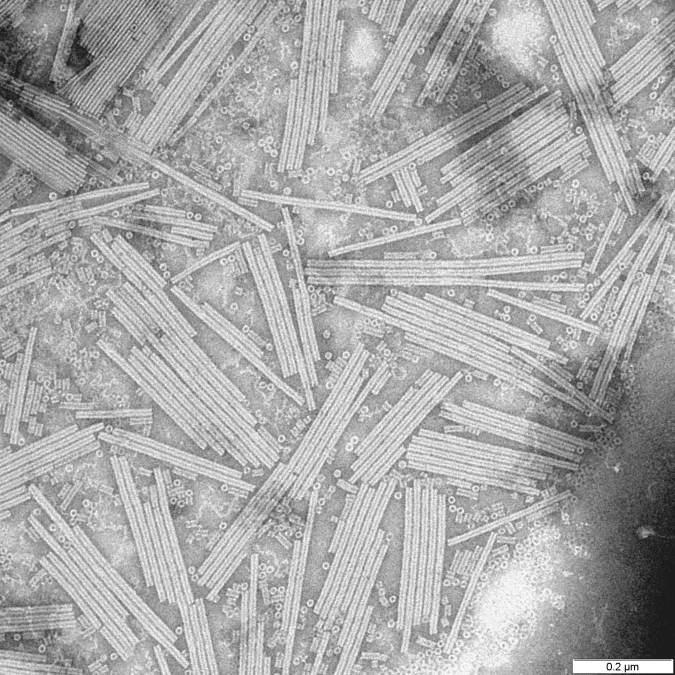
담배 모자이크 바이러스

- 박테리오파지 Φ X 174 - 최초로 게놈이 완전히 분석된 바이러스이다. 이것의 게놈은 5386개의 염기쌍으로 구성된 11개의 유전자가 하나의 원을 이루는 구조로 되어있다.
- 담배 모자이크 바이러스

### 원핵생물
모델 생물로 쓰이는 원핵생물:

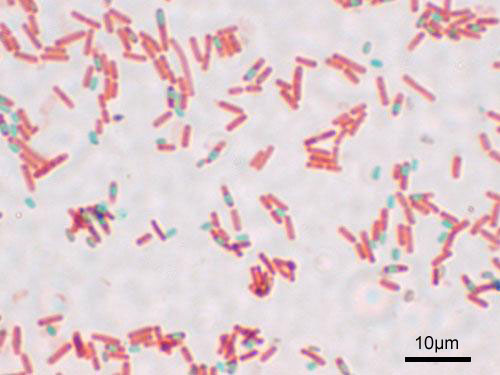
고초균

- 대장균 - 대장균은 대표적인 그램 음성균으로 분자생물학 연구에 널리 쓰인다.
- 고초균 - 고초균은 내생포자를 갖는 대표적인 그람 양성균이다.
- 카울로박터 크레센투스 - 이 박테리아는 뚜렷이 다른 두 종류로 분화되어 세포 분화연구의 주요 모델 생물로 이용된다.
- 미코플라스마 게니탈리움 - 가장 작은 생물로 알려져 있다.
- 비프리오 피세리 - 발광성 미생물이다.
- 남세균- 광합성을 하여 산소를 만드는 세균이다.
- 슈도모나스 플루오레슨스, 실험실에서 서로 다른 두 종류로 분화되는 세균이다.

### 진핵생물
모델 생물로 쓰이는 진핵생물;

#### 원생생물
모델 생물로 쓰이는 원생생물:
- 클라미도모나스 레인하드티 - 엽록소를 이용한 광합성과 편모를 이용한 운동성을 둘 다 가지고 있는 녹조류[5]
- 딕티오스텔리움 디스코이데움 - 분자생물학과 유전학에서 세포 신호, 세포 분화 등을 연구하는데 이용되는 점균. 이에 대한 연구 결과는 딕티베이스 에 정리되어 있다.[6]
- 테트로히메나 테르모피아 - 깨끗한 물에 사는 섬모충류의 일종
- 에밀리아니아 훅슬레이 - 해양 백화 현상을 일으키는 부유 석회 편모류.[7]

#### 균계
모델 생물로 쓰이는 균계 생물:
- 아스페르길루스 니둘란스 - 유전학 연구에 쓰이는 곰팡이[8]
- 눈물버섯과 - 감수분열의 연구에 사용되는 버섯[9]
- 빵곰팡이 - 감수분열, 대사 조절, 세포 주기 등의 관찰에 이용되는 곰팡이.[10][11]
- 먹물버섯 - 세포주기, 단백질 형성 등의 연구에 사용되는 버섯.[12]
- 사카로미세스 세레비시아 - 빵, 술 등을 만드는데 쓰이는 효모, 기르기 쉬워 여러 실험에 이용된다.
- 시초사카로미세스 폼베 - 효모의 일종으로 세포 주기, 세포 극성 등의 연구에 쓰인다.
- 우스틸라고 마이디스 - 옥수수깜부기병을 일으킨다.

#### 식물
모델 생물로 쓰이는 식물:

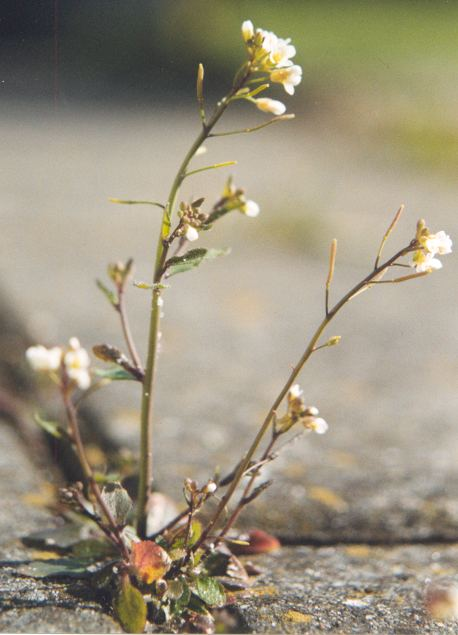
애기장대
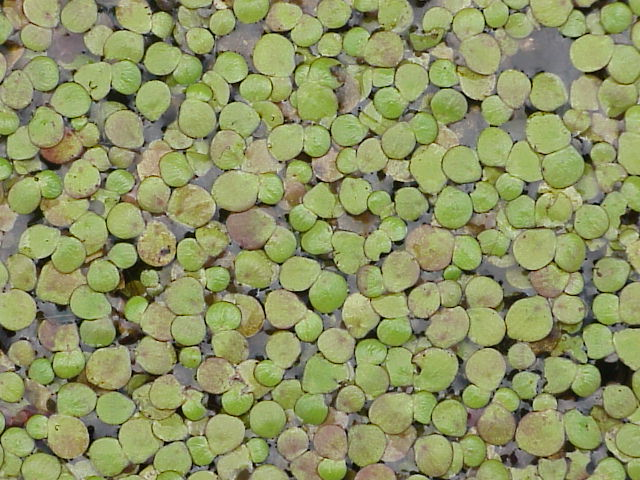
개구리밥
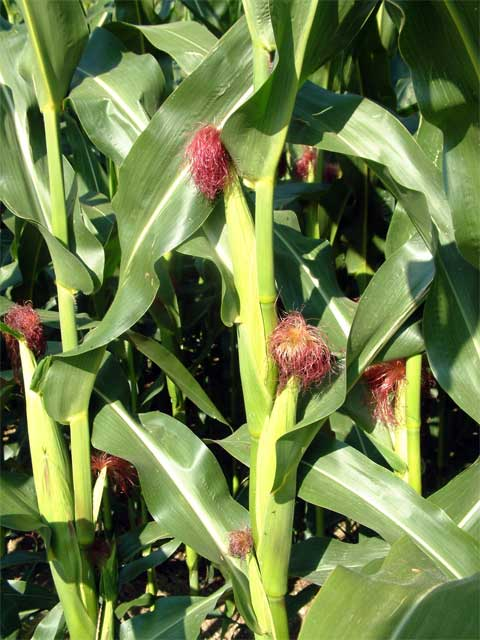
옥수수

- 애기장대 - 배추과 애기장대속에 속하며 식물 가운데 가장 널리 쓰이는 모델 생물이다. 세대 주기기가 빨라 유전학 연구에 널리 사용되어, 식물 가운데 가장 먼저 유전체 정보가 밝혀졌다.[13]
- 셀라지넬라 모엘렌도르피 - 부처손속에 속하는 식물로 관다발을 갖춘 식물들 가운데 가장 원시적인 형태를 띠고 있어 진화생물학 등의 연구 대상이 된다.[14]
- 벌노랑이 - 콩과에 속하는 식물로 균근 공생에 의한 질소 고정 관찰의 모델 식물이다.[15]
- 개구리밥 - 유해 화학 물질의 수서 생물에 대한 독성을 실험하는 모델 생물이다.[16]
- 옥수수 - 옥수수는 크고 분명한 10개의 염색체 쌍을 가지고 있어 현미경으로 관찰이 쉽기 때문에 여러 실험에 널리 이용되고 있다.
- 알파파 - 콩과 식물로 유전체의 크기가 작아 여러 연구에 이용된다.[17]
- 물꽈리아재비 - 현삼과에 속하는 식물로 유전 공학 연구에 사용되는 모델 생물이다.[18]
- 담배 BY-2 세포 - 담배의 세포를 때어내어 배양한 것으로 분자생물학 연구에 쓰인다.[19]
- 벼 - 곡물 연구의 모델 생물로 사용된다.
- 사시나무속 - 사시나무속의 나무들은 유전체에 대한 연구 데이터가 풍부하고 생장 속도가 빨라 나무와 관련한 유전학 연구에 모델 생물로 쓰인다.

#### 동물

##### 무척추동물
무척추동물:

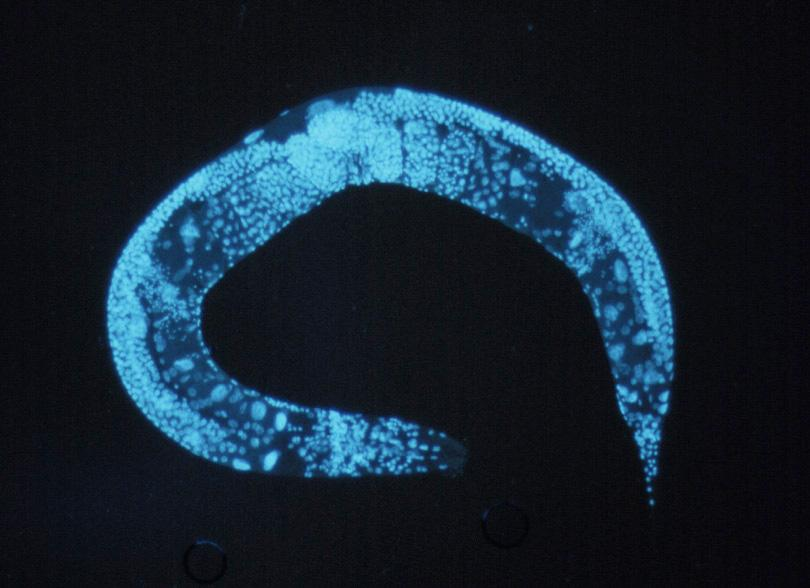
꼬마선충
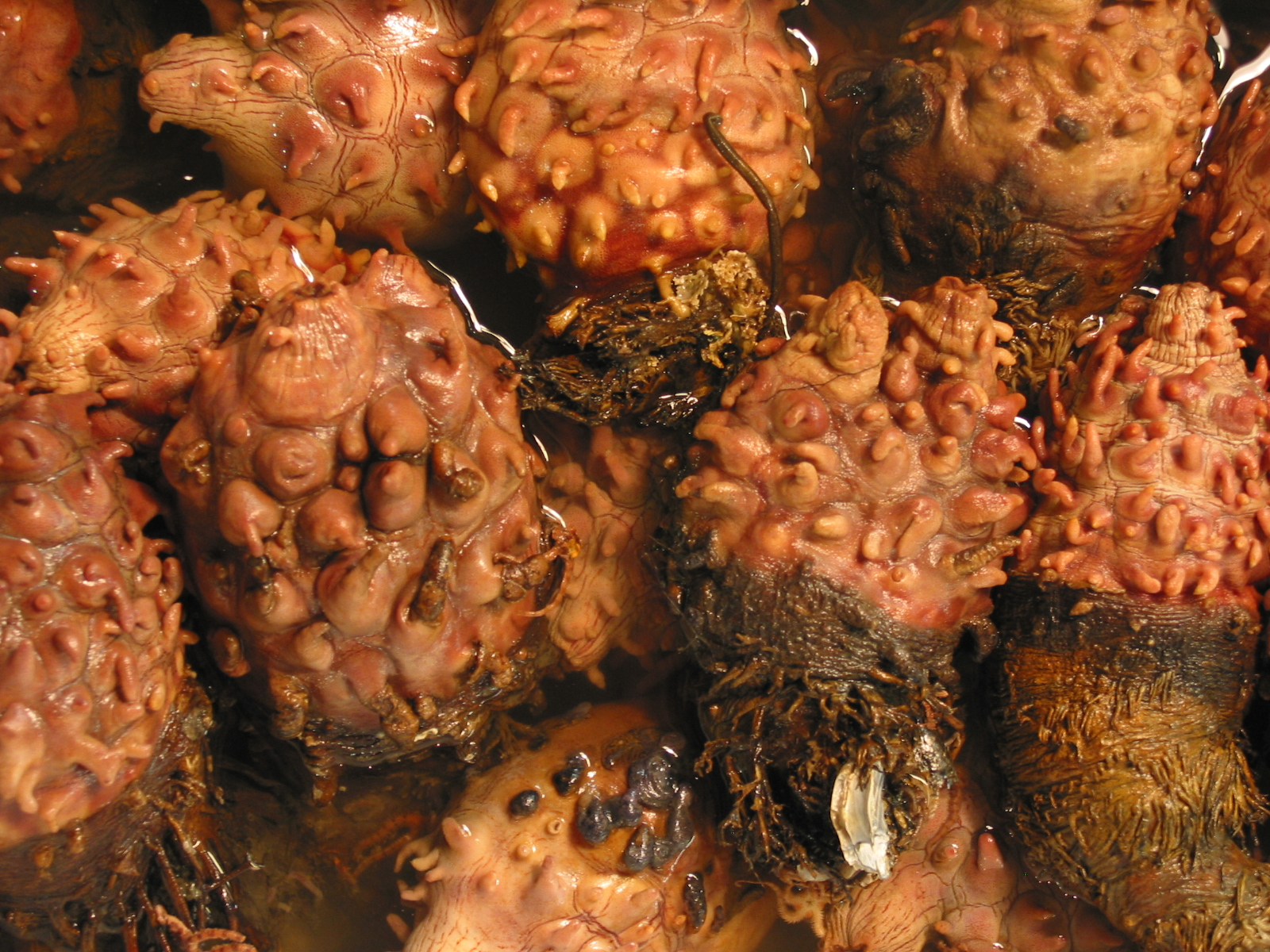
멍게
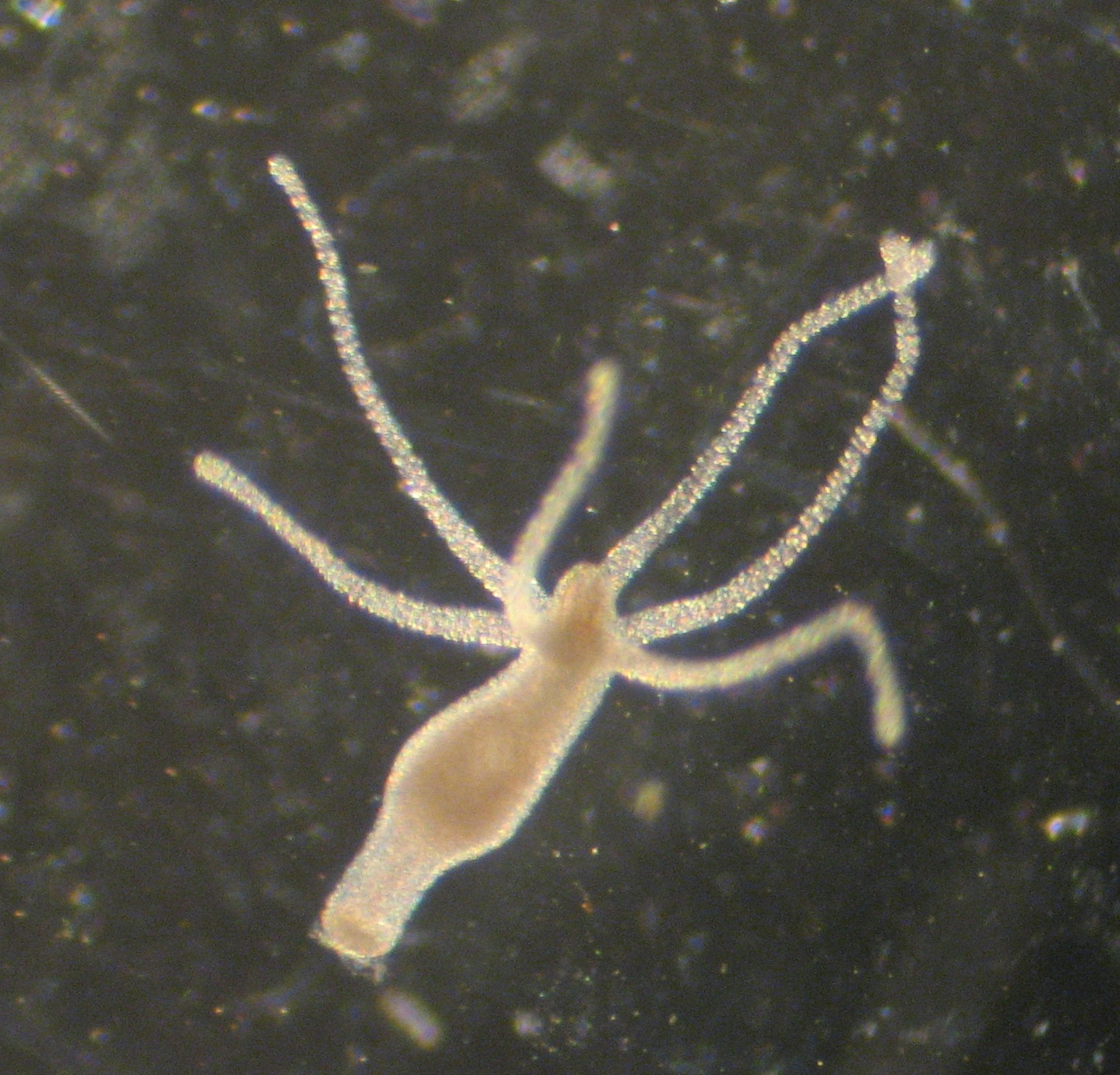
히드라속

- 아르바시아 푼크툴라타 - 극피동물에 속하며 해양 환경 독소에 의한 생물 반응 시험의 모델 생물이다.[20]
- 군소 - 갯민숭달팽이의 한 종류로 신경 과학에서 성장추의 연구에 사용된다.
- 꼬마선충 - 발생과 관련한 유전학 연구에 널리쓰이는 편형동물이다. 세포 단계에서부터 성충에 이르기까지의 매우 고정적인 발생 과정을 거치기 때문에 정상적이지 않은 상태를 쉽게 포착할 수 있어 모델 생물로 널리 사용된다.[21][22]
- 멍게 - 척삭동물문 해초강에 속하는 해양 동물로 척삭동물의 유전체 구조와 발생에 관련한 연구에 쓰인다.[23][24]
- 노랑초파리 - 토머스 헨리 모건이 노랑초파리를 이용한 실험을 진행한 이후 오늘날까지 널리 사용되는 모델 생물이다.[25]
- 하와이짧은꼬리오징어(Euprymna scolopes) - 발광성 미생물인 비브리오 피세리와 공생하여 빛을 낸다.[26]
- 히드라속 - 재생산과 형태형성의 관찰에 쓰이는 모델 생물이다.

##### 척추동물
모델 생물로 쓰이는 척추동물:

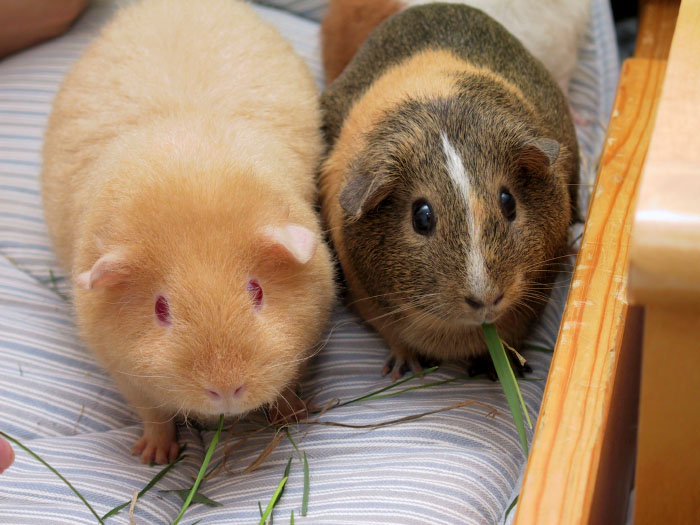
기니피그
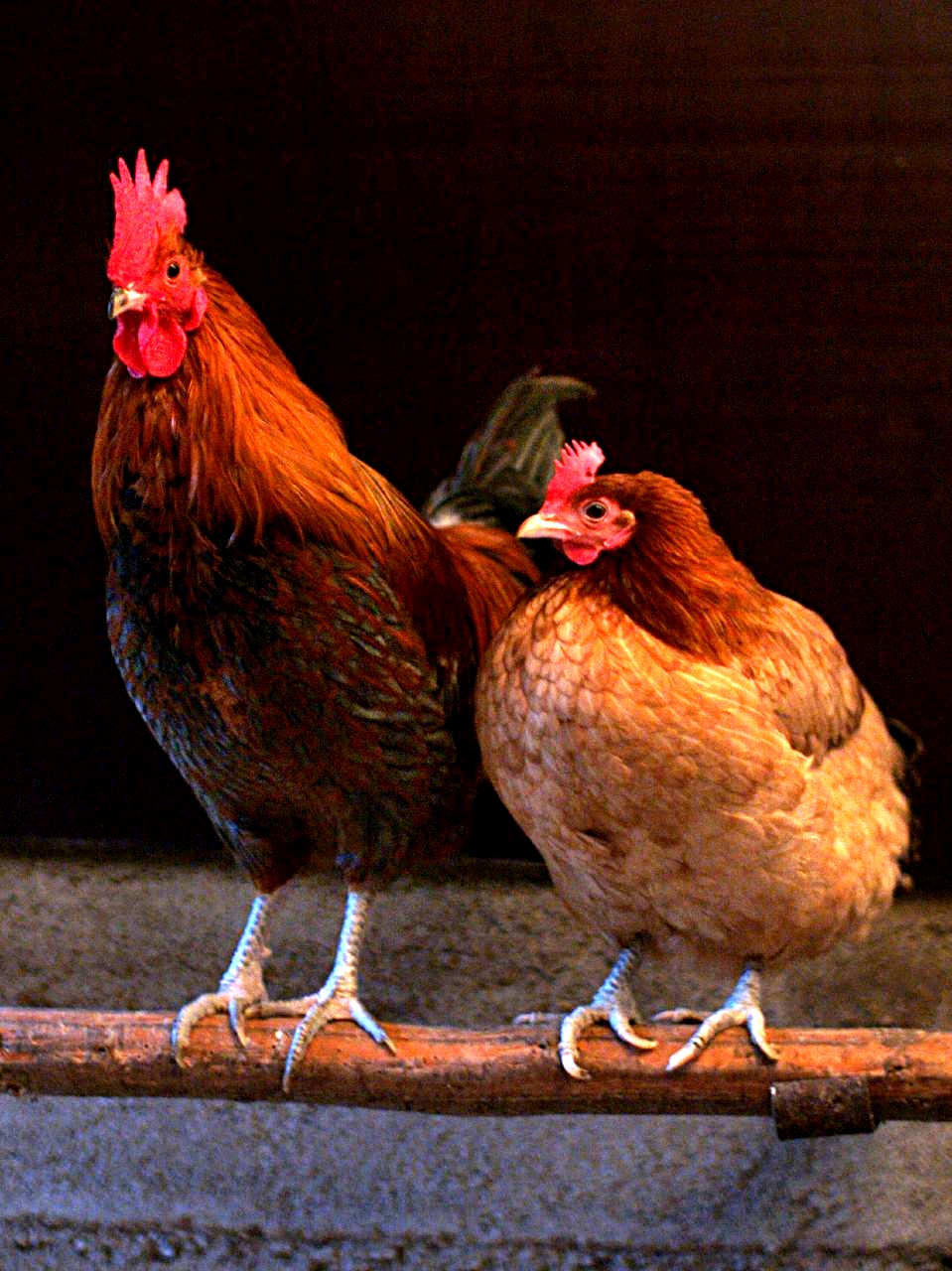
닭
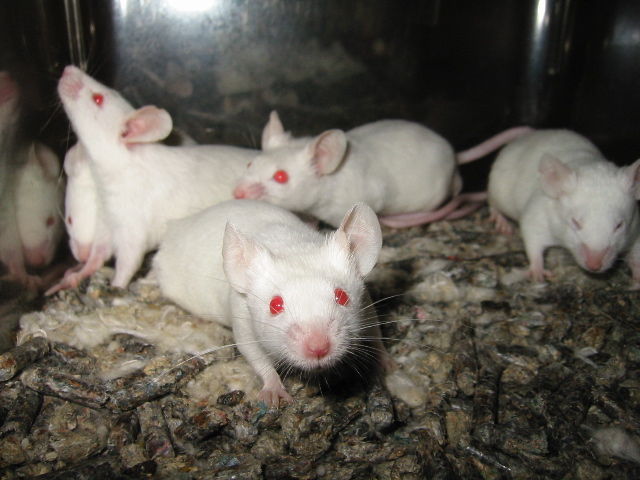
실험용 생쥐
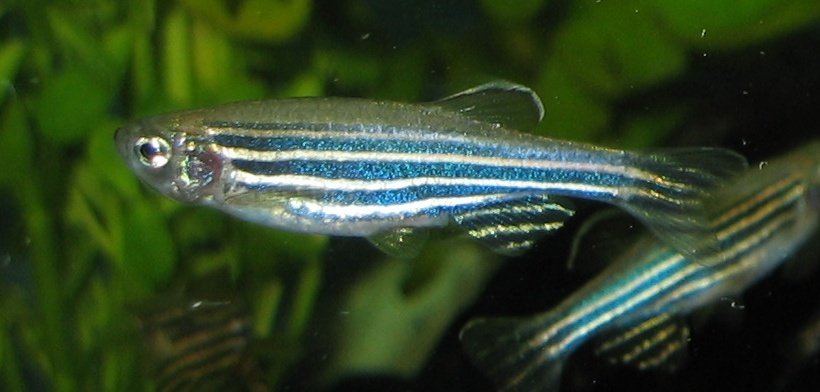
제브라 다니오

- 기니피그 - 로베르트 코흐가 세균 실험의 숙주로 사용[27]한 이래 생물학에서 널리 쓰이는 모델 생물이다.
- 닭 - 발생의 과정, 특히 양막의 생성 등을 관찰하는데 널리 쓰인다.
- 고양이 - 신경과학의 연구에 사용되고 있다.
- 개 - 호흡과 순환계에 관한 연구에서 중요한 모델 생물로 취급된다. 또한 조건반사 실험에 이용되었다.
- 생쥐 - 유전학과 분자생물학에서 널리 사용되는 모델 생물이다.
- 제브라 다니오 - 치어 단계의 제브라 다니오는 투명한 몸을 지니고 있어 내부 기관의 발생 과정을 쉽게 관찰할 수 있다.

## 같이 보기
- 우주 실험 동물
- 동물 실험
- 유전체 프로젝트